# Surya Paloh
Surya Dharma Paloh (ur. 16 lipca 1951 w Kutaraja) – indonezyjski polityk i przedsiębiorca mediowy. Jest właścicielem grupy mediowej Media Group, stacji telewizyjnej Metro TV, pisma „Prioritas” oraz dziennika „Media Indonesia”, będącego jedną z największych gazet w kraju. Jest założycielem Partii Narodowo-Demokratycznej (Partai Nasdem), a w latach 2004–2009 był przewodniczącym rady doradczej partii Golkar.